# Costulostega
Costulostega is een geslacht van mosdiertjes uit de  familie van de Chorizoporidae. De wetenschappelijke naam ervan is in 2006 voor het eerst geldig gepubliceerd door Tilbrook.

## Soorten
- Costulostega alisonae Tilbrook, 2006
- Costulostega foramen (Powell, 1967)
- Costulostega vittata (MacGillivray, 1869)